# Jararaca-cinza
A Jararaca cinza (Bothrops taeniatus) é uma serpente da família Viperidae. É encontrada em vários países da América do Sul, como Brasil, Colômbia, Bolivia, Equador, Peru, Venezuela, Guiana, Suriname, Guiana Francesa, com maior incidência na região do Monte Roraima.